# Leptohyphidae
Leptohyphidae es una familia de insectos del orden Ephemeroptera. Esta familia aloja más de 140 especies descriptas ordenadas en 15 géneros. Es principalmente neotropical; solo 6 especies llegan hasta Canadá. 